# Chwarstnica (gromada)
Chwarstnica – dawna gromada, czyli najmniejsza jednostka podziału terytorialnego Polskiej Rzeczypospolitej Ludowej w latach 1954–1972.
Gromady, z gromadzkimi radami narodowymi (GRN) jako organami władzy najniższego stopnia na wsi, funkcjonowały od reformy reorganizującej administrację wiejską przeprowadzonej jesienią 1954 do momentu ich zniesienia z dniem 1 stycznia 1973, tym samym wypierając organizację gminną w latach 1954–1972.
Gromadę Chwarstnica z siedzibą GRN w Chwarstnicy utworzono – jako jedną z 8759 gromad na obszarze Polski – w powiecie gryfińskim w woj. szczecińskim na mocy uchwały nr V/44/54 WRN w Szczecinie z dnia 5 października 1954. W skład jednostki weszły obszary dotychczasowych gromad Borzym i Chwarstnica ze zniesionej gminy Borzym, obszar dotychczasowej gromady Mielenko Gryfińskie ze zniesionej gminy Żórawie oraz obszar dotychczasowej gromady Sobieradz (bez miejscowości Drzenin) ze zniesionej gminy Wełtyń w tymże powiecie. Dla gromady ustalono 14 członków gromadzkiej rady narodowej.
1 stycznia 1958 do gromady Chwarstnica włączono miejscowość Sobiemyśl z gromady Linie oraz miejscowość Parsówek z gromady Chabowo w powiecie pyrzyckim w tymże województwie.
Gromada przetrwała do końca 1972 roku, czyli do kolejnej reformy gminnej.